# Achimota School

Schulwappen: ut omnes unum sint (lat.: „dass alle eins seien“). Johannes-Evangelium (Joh 17,21) – Philosophie der Gründer, dass im Schulleben alle, schwarz und weiß, männlich und weiblich, zum Wohle aller vereint werden sollten.

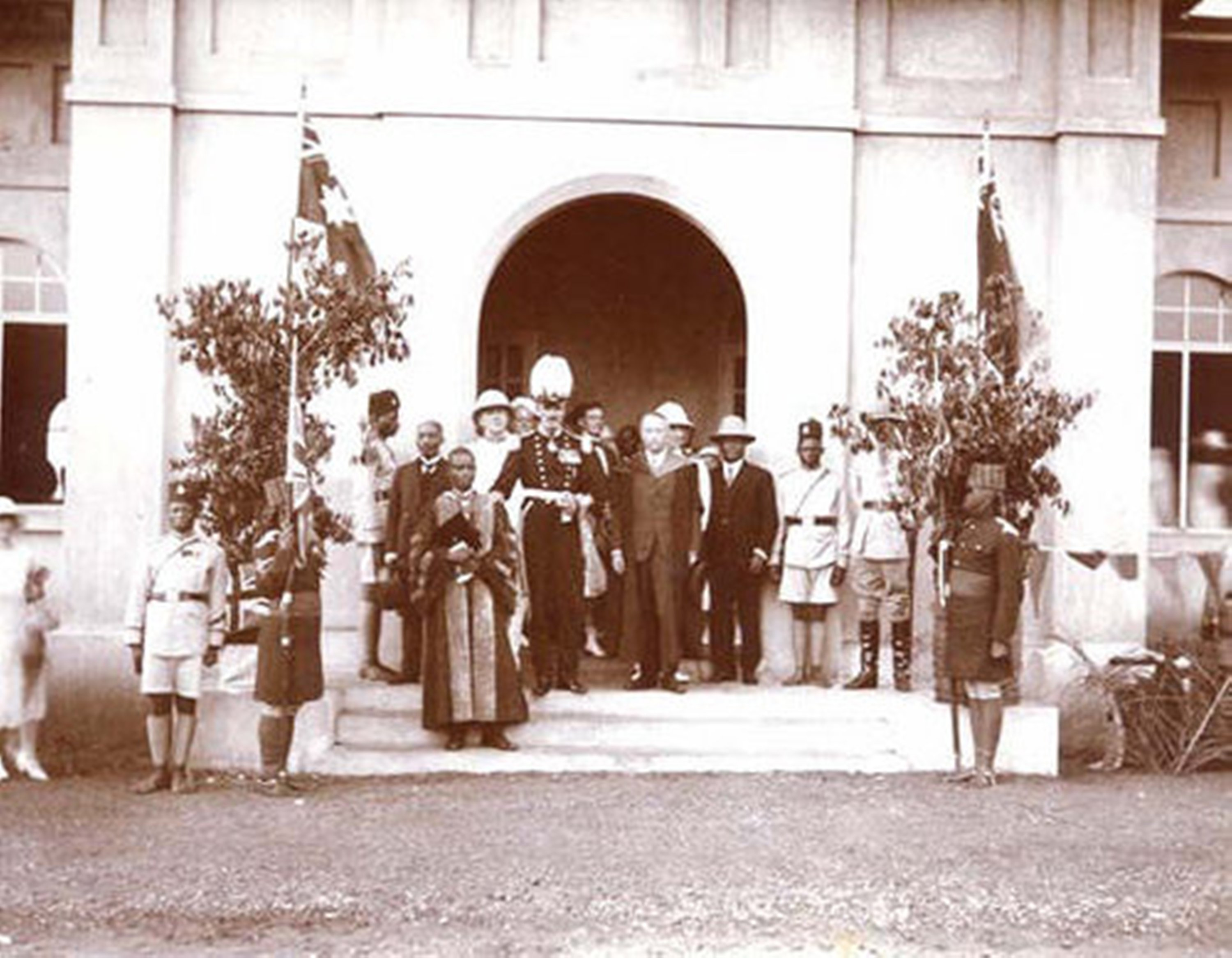
Frederick Gordon Guggisberg, britischer Gouverneur der Goldküste, bei der Einweihung der Achimota-Schule 1927.

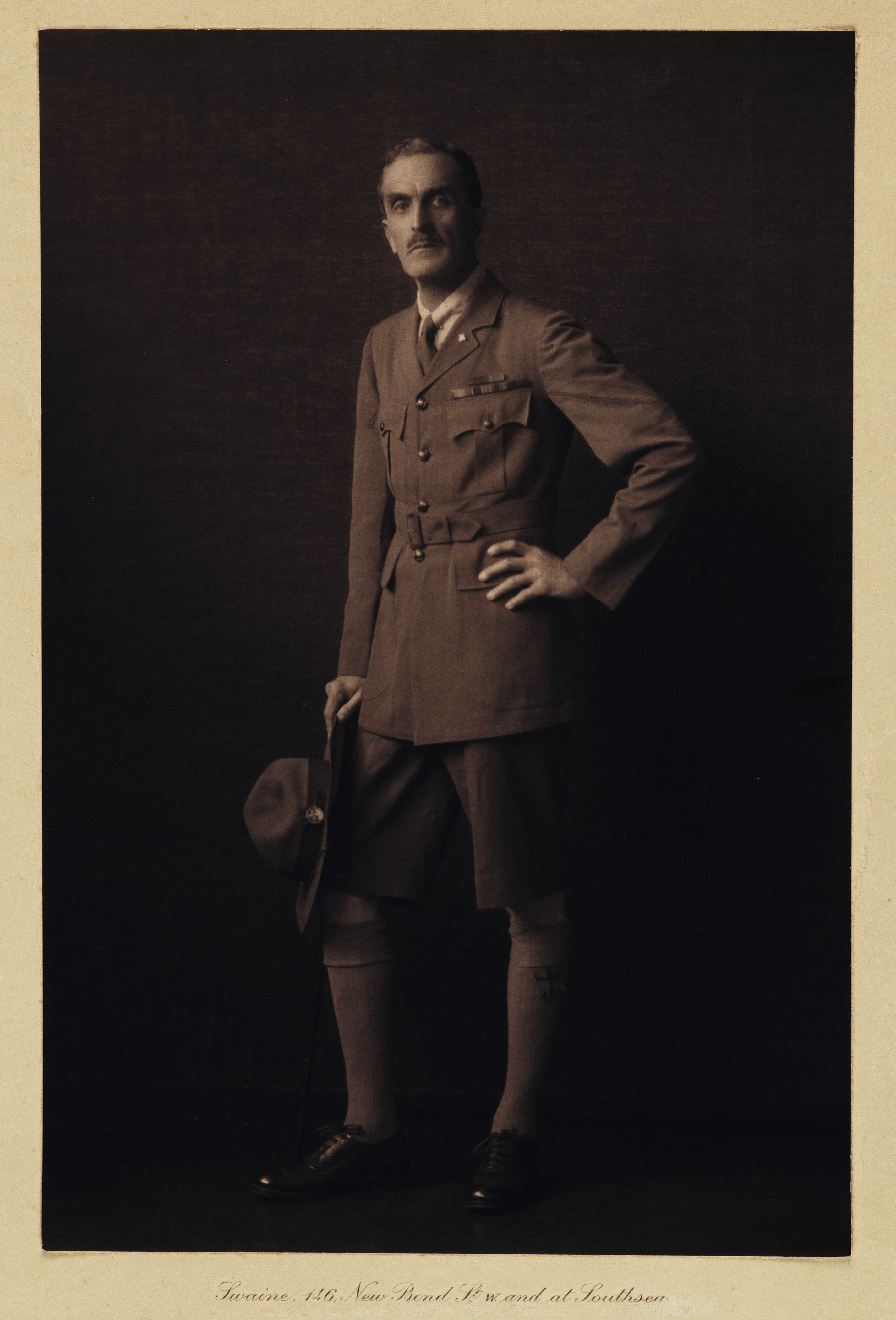
Brigadier-General Sir Frederick Gordon Guggisberg, K.C.M.G., D.S.O., RE 1922

Die Achimota School (Achimota-Schule) an der westafrikanischen Goldküste – mit früheren Namen Prince of Wales College and School, Achimota, später das Achimota College und heute unter dem Spitznamen Motown bekannt – ist ein koedukatives Internat in Achimota in der Greater Accra Region in der Nähe von Accra, der Hauptstadt von Ghana.
Die Schule wurde im Jahr 1924 von dem damaligen Gouverneur der britischen Goldküstenkolonie Frederick Gordon Guggisberg sowie James Emman Kwegyir Aggrey und Alec Garden Fraser gegründet. Sie war „Pionierwerk und Vorzeigeeinrichtung des britischen Kolonialgouverneurs“ und hatte für das britische Kolonialreich in Afrika eine ähnliche Bedeutung wie das Makerere College oder für die französischen Kolonien die École normale William Ponty. 1927 wurde sie von Frederick Gordon Guggisberg offiziell eröffnet. Die Achimota-Schule war nach dem Vorbild des britischen öffentlichen Schulsystems die erste koedukative Schule, die an der Goldküste gegründet wurde.
Die Schule bildete viele afrikanische Führungspersönlichkeiten aus (siehe den Abschnitt Alumni). Ein Achimota-Absolvent ist als Akora bekannt, mit Mitgliedschaft in der Old Achimotan Association (OAA).
Das stilisierte Klaviertastendesign des Achimota-Schulwappens wurde von dem Mitgründer James Aggrey seinerzeit so beschrieben: Sie können eine Art von Melodie nur auf den schwarzen Tasten spielen; und Sie können eine Art von Melodie nur auf den weißen Tasten spielen; aber für eine perfekte Harmonie müssen Sie sowohl die schwarzen als auch die weißen Tasten verwenden.

## Alumni
- Kwame Nkrumah (1909–1972), ehemaliger Präsident von Ghana
- Edward Akufo-Addo (1906–1979), ehemaliger Präsident von Ghana
- Jerry Rawlings (1947–2020), ehemaliger Präsident von Ghana
- John Atta Mills (1944–2012), ehemaliger Präsident von Ghana
- John Dramani Mahama (* 1958), ehemaliger Präsident von Ghana (erhielt hier seine Grundschulausbildung)
- Robert Mugabe (1924–2019), zweiter Präsident von Simbabwe
- Dawda Jawara (1924–2019), erstes Staatsoberhaupt von Gambia

Lehrer
- Ephraim Amu (1899–1995), Musiker und Komponist
- Kenneth Kafui (1951–2020), Komponist
- Kofi Abrefa Busia (1913–1978), Ghanas ehemaliger Premierminister